# Сараєвський інститут сходознавства
Сараєвський інститут сходознавства (босн. Orijentalni institut u Sarajevu) — науково-дослідний інститут у Сараєво з науковою орієнтацією на східні мови та літературу, а також східний вплив на боснійську мову та мистецтво. Утворений 15 травня 1950 року Указом Уряду Народної Республіки Боснія і Герцеговина. Інститут є складовою частиною університету Сараєво.
У рамках своєї роботи Інститут сходознавства періодично організовує наукові зустрічі (вітчизняного, регіонального та міжнародного рівня) як одну з форм обміну науковим досвідом та ознайомленням з роботою інших науково-дослідних установ та осіб, які займаються відповідними проблемами.
У 1992 році зазнав серйозної шкоди під час облоги Сараєво.

## Завдання
Основні завдання Інституту сходознавства:
- збирати, обробляти та публікувати рукописні та архівні матеріали, арабською, турецькою та перською мовами
- вивчати східні мови та літератури, особливо літературу боснійців східними мовами
- досліджувати історію, культуру і східне мистецтво Боснії і Герцеговини
- займатися вдосконаленням наукових та професійних кадрів в галузі сходознавства
- співпрацювати з аналогічними установами за кордоном
- публікувати результати своїх дослідницьких робіт

## Адміністративна структура
Крім директора, адміністративна структура Східного інституту складається з Наукової ради, Керувальної ради та Наглядової ради.

## Видання Східного інституту
- Результати наукової роботи співробітників Східного інституту публікуються в журналі «Prilozi za orijentalnu filologiju» (коротко: POF). Публікуються роботи в галузі історії Боснії та Герцеговини під час османського правління, літератури арабською, турецькою та перською мовами, ісламської архітектури та мистецтва, а також перекладів, рейтингів, критики та відгуків.

- Інститут публікує значні праці в серії Monumenta Turcica Historiam Slavorum Meridionalium Illustrantia. У цій серії опубліковані історичні джерела, важливі для вивчення минулого Балкан.

- Крім того публікуються монографії з конкретних тем.

## Обстріл 1992 року
18 травня 1992 року внаслідок обстрілу Сараєво більше 2 тисяч рукописів і 15 тисяч архівних матеріалів були безповоротно знищені. Згідно свідкам, в будівлю потрапили запальні снаряди, випущені з артилерії з пагорбів, при цьому жодна з інших будівель, що знаходилися поруч, не були пошкоджені. Інститут, розташований на верхніх поверхах чотириповерхової будівлі на перехресті вулиці Велько Чубриловича і бульвару Маршала Тіто (Сараєво-Центр), згорів дотла.
Втрачена колекція була однією з найбагатших колекцій східних манускриптів у всьому світі. Серед згорілих манускриптів були 5263 рукописи арабською, перською, турецькою, івритом та аребікою (боснійським арабським алфавітом), як і десятки тисяч документів епохи Османської імперії.